# Bugari u Vojvodini
Bugari su jedna od nacionalnih manjina u autonomnoj pokrajini Vojvodini u Republici Srbiji.

## Jezik i vjera
Govore uglavnom bugarskim jezikom banatskog standarda. Po vjeri su rimokatolici i pravoslavni.

## Naseljenost
U Vojvodini živi 1.658 Bugara prema popisu iz 2002. 
Žive uglavnom na prostoru Banata, u selima Ivanovu, Konku, Modošu i Skorenovcu.

## Povijest
Bugari se pojavljuju na vojvođanskom prostoru od franačkih vremena. Zbilježeno je da su nakon smrti Karla Velikog 814. Slaveni i Bugari vladali područjem između Tise i Dunava.
Povijesni izvori spominju vlast bugarskog vladara na području Bačke županije Salana u 9. stoljeću.

## Poznate osobe
- fra Euzebije Fermendžin(1845. – 1897.), franjevac, akademik